# Calamandrana
Calamandrana (Camendran-a en piemontès) és un municipi situat al territori de la província d'Asti, a la regió del Piemont (Itàlia).
Limita amb els municipis de Canelli, Cassinasco, Castel Boglione, Nizza Monferrato, Rocchetta Palafea i San Marzano Oliveto.
Pertanyen al municipi les frazioni de Boidi, Bruciati, Case Vecchie, Chiesa Vecchia, Ferrai, Garbazzola, Quartino, San Vito, Valle Chiozze i Valle San Giovanni.

## Galeria fotogràfica

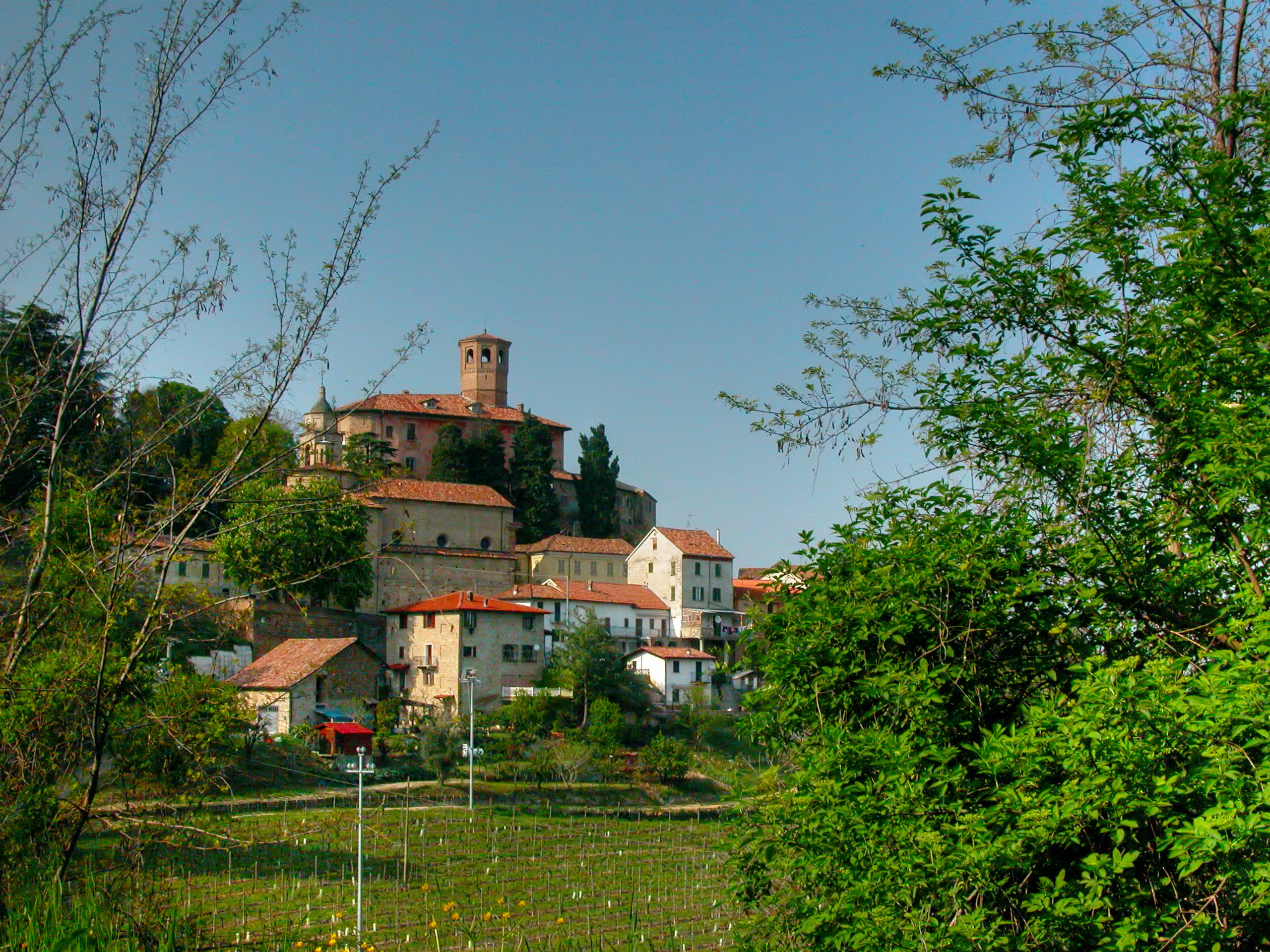
Vista del poble